# Vaclavs Borduško
Vaclavs Borduško (* 20. Septemberjul. / 3. Oktober 1914greg. in Riga; † 14. Oktober 1999 in Toronto) war ein lettischer Fußballspieler polnischer Herkunft. Borduško gewann mit der Lettischen Nationalmannschaft in den 1930er Jahren zweimal den Baltic Cup, und mit dem ASK Riga 1942 und 1943 die lettische Meisterschaft.

## Leben
Vaclavs Borduško wurde in Riga im zum damaligen Russischen Kaiserreich gehörenden Gouvernement Livland geboren. Er war der Sohn des einfachen Arbeiters Jāzeps Borduško (1870–1950) und seiner Ehefrau Elizabet (geb. Zelenko, * 1881). Er hatte einen Bruder Vladislav (* 1901), und zwei Schwestern Leontine (* 1903) und Viktoria (* 1905). Seine Familie erhielt 1922 die lettische Staatsbürgerschaft. In den Jahren 1935 und 1936 arbeitete Borduško im wirtschaftlichen Teil des 6. Rigaer Infanterieregiments als leitender Schuster, nach Abschluss der Wehrpflicht im Jahr 1936 arbeitete er als Fahrer im Ministerium für öffentliche Angelegenheiten, später als Angestellter. Während der deutschen Besatzung im Zweiten Weltkrieg war er Stallmeister im Baumwolle-Unternehmen der Jugla-Manufaktur. Im Herbst 1944 ging er nach Deutschland ins Exil und war als Landarbeiter im pommerschen Gersdorf beschäftigt. 1946 ging er nach England, wo er zusammen mit anderen Letten in der Ziegelindustrie in Bedford arbeitete. Ende der 1940er Jahre wanderte er nach Kanada aus und ließ sich in Toronto nieder. Seine Frau und Tochter blieben in Lettland. Er starb 1999 im Alter von 85 Jahren und wurde auf dem Mikėlis-Friedhof in Riga beerdigt.

## Fußball
Borduško begann seine Fußballkarriere im Jahr 1931 bei Reduta Riga, einem Verein der Polnischen Akademischen Gesellschaft Lettlands. Von 1932 bis 1933 spielte er für die Arbeitersportmannschaft Rīgas Centrs SSS, die nach dem Staatsstreich vom 15. Mai 1934 liquidiert wurde. Borduško schloss sich danach den SB Riga Vanderers an. Im Jahr 1935 wechselte er zum Armeeverein ASK Riga. Die glänzendsten Jahre in seiner persönlichen Karriere waren die zweite Hälfte der 1930er Jahre als ASK-Fußballer. In den letzten vier Saisons der unabhängigen lettischen Virslīga war Borduško einer der besten Torschützen der Liga und erzielte in vier Saisons insgesamt 45 Tore. Während der sowjetischen Besatzung 1940 und 1941 spielte Borduško in Riga für RDKA und RGK. 1942 und 1943 wurde er mit dem ASK Riga unter deutscher Besatzung zweimal Lettischer Meister.
Am 14. August 1934 gab er sein Debüt in der Lettischen Nationalmannschaft im Alter von 19-Jahren bei einem 1:1-Unentschieden gegen Finnland. In seinem zweiten Länderspiel erzielte er sein erstes Tor bei einer 1:3-Niederlage gegen Litauen. Borduško nahm mit der Nationalelf dreimal am Baltic Cup und gewann die Austragungen 1936 und 1937. Er absolvierte von 1934 bis 1939 insgesamt 25 Länderspiele und erzielte acht Tore.

## Erfolge
mit dem ASK Riga:
- Lettischer Meister (2): 1942, 1943

mit Lettland:
- Baltic Cup (2): 1936, 1937